# Women’s Rights Action Movement
Women’s Rights Action Movement (WRAM, dt.: „Bewegung für Aktion für Frauenrechte“) ist eine Frauenrechtsorganisation in den Salomonen, welche sich für bessere Repräsentation von Frauen in der Politik einsetzt, sowie auf Veränderungen in der Regierung drängt, die zu Gender Parity (Gleichverteilung der Geschlechter) führen soll.

## Geschichte
Die Women’s Rights Action Movement (WRAM) wurde 2011 als Wohltätigkeitsorganisation in den Salomonen registriert. Ziele der Organisation sind: mehr Frauen die Teilnahme an Entscheidungsprozessen und Führungsrollen zu ermöglichen; positive Maßnahmen zu ergreifen, um Ungleichheiten zu bekämpfen, mit denen Frauen konfrontiert sind und die verbreitete Gewalt gegen Frauen im Land zu bekämpfen. Außerdem sollen die Salomonerinnen über ihre Rechte unterrichtet und über die Auswirkungen der Regierungspolitik aufgeklärt und die Arbeit der Regierung zu kritisch begleiten.
2013 erhielt die Organisation einen Zuschuss von der australischen International Women’s Development Agency, wodurch die Verwaltungskosten abgedeckt werden konnten. 2014 erklärte di damalige Präsidentin Rose Isukana: „Obwohl WRAM eine neue Organisation ist... diejenigen, die dahinter stecken sind nicht neu in der Arbeit zu Themn, die Frauen betreffen“ („WRAM is a new organisation ... those behind it are not new to working with and on issues affecting women“).

## Kampagnen
WRAM war an einer Reihe von Initiativen beteiligt, die darauf abzielen, die Ungleichheit der Geschlechter auf den Salomonen zu bekämpfen. Bei den Wahlen auf den Salomonen 2014 unterstützte WRAM die Medienkampagnen weiblicher Kandidaten.
Im Jahr 2016 arbeitete WRAM mit fünf anderen Frauenorganisationen zusammen, um das erste Solomon Islands Women’s Forum einzuberufen, dessen Zweck es war, Kapazitäten und Verständigung zwischen Nichtregierungsorganisationen in den Provinzen aufzubauen. Im Jahr 2021 hinderte die COVID-19-Pandemie die Frauenorganisationen daran, in Honiara zusammenzukommen, sodass stattdessen Veranstaltungen des Forums in jeder Provinz abgehalten wurden.
WRAM arbeitete 2016 auch mit Pionie Boso zusammen um durch den Family Protection Act erstmals physischen, sexuellen, psychologischen und wirtschaftlichen Missbrauch im Land für illegal zu erklären. Das Gesets erkannte insgesamt erstmalig die Auswirkungen von psychologischem und wirtschaftlichem Missbrauch an. Nach der Gesetzesänderung kämpfte WRAM für mehr Mittel für den Umsetzungsplan des Familienschutzgesetzes (Family Protection Act’s Implementation Plan). Im selben Jahr trat WRAM auch als aktiver Partner für den Prozess zur Abfassung einer neuen Verfassung der Salomonen auf.
2018 sprach Anika Kingmele auf der von WRAM unterstützten Veranstaltung „Women Practice Parliament“ in Honiara, bei der fünfzig Frauen aus den Provinzen der Salomonen ermutigt wurden, darüber nachzudenken, wie sie sich stärker in Entscheidungsprozesse einbringen könnten. Die Beteiligung von Frauen am parlamentarischen Leben ist ein wichtiges Ziel der WRAM: Auf den Salomonen gab es im Jahr 2018 nur zwei weibliche Abgeordnete. WRAM hat sich für reservierte Parlamentssitze in den Provinzregierungen für Frauen eingesetzt.

## Organisation
Anfangs wurde die Organisation mit zwei Mitarbeitern sowie einem neunköpfigen Kuratorium und einem achtzehnköpfigen Finanzrat gegründet. Sie ist Mitglied der Women’s Action for Voice and Empowerment (WAVE), einer Dachorganisation, die sich für Frauen in ganz Melanesien einsetzt. Mittlerweile sieht die Struktur einen Präsidenten, einen Vizepräsidenten, einen Schatzmeister, einen Sekretär des Vorstands und andere Mitglieder vor.

### Präsidentinnen
- Rose Isukana (–2014).[1]
- Anika Kingmele (2014–2018).[13]
- Maria Pepa (2018–2021).[13]